# Железнодорожненский сельский совет
Железнодорожненский сельский совет (укр. Залізничненська сільська рада, крымскотат. Aranköy köy şurası, Аранкой кой шурасы) — административно-территориальная единица в Бахчисарайском районе в составе АР Крым Украины (фактически до 2014 года; ранее до 1991 года — в составе Крымской области УССР в СССР).
Сельсовет, согласно доступным источникам, был образован в 1970 году (до этого сёла совета входили в состав упразднённого впоследствии Подгородненского сельского совета).
Население по переписи 2001 года составляло 3480 человек.
К 2014 году сельсовет включал 7 населённых пунктов: 
- Белокаменное
- Дачное
- Железнодорожное
- Мостовое
- Речное
- Сирень
- Тургеневка.

С 2014 года на месте сельсовета находится Железнодорожненское сельское поселение.